# Újezd u Valašských Klobouk
Újezd (deutsch Augezd, 1939–1945 Aujest bei Hochfeld) ist eine Gemeinde in Tschechien. Sie liegt sieben Kilometer südöstlich von Vizovice in der Mährischen Walachei und gehört zum Okres Zlín.

## Geographie
Újezd befindet sich auf einer Anhöhe zwischen den Tälern der Bäche Benčice und Sviborka am Südabfall der Vizovická vrchovina. Das Dorf liegt am Rande des Naturparks Vizovická vrchovina. Nördlich erheben sich der Suchý vrch (693 m), die Skalice (708 m) und Rovně (702 m), im Nordosten der Kruhy (568 m) und Klášťov (753 m), östlich die Díly (500 m), im Südosten die Výmoly (480 m), südlich die Hrabůvky (500 m) und Újezda (449 m), im Südwesten die Vítová (441 m), westlich die Klokočí (622 m) sowie im Nordwesten die Doubrava (676 m).
Nachbarorte sind Lhotsko und Bratřejov im Norden, Skalice, Bojatín, U Černůšků, Ohřeblíky und Vysoké Pole im Nordosten, Ambruzův Mlýn, Pod Polem und Vrchy im Osten, Podelhotský Mlýn, Vlachova Lhota und Vlachovice im Südosten, U Raků und Haluzice im Süden, Pavelkův Mlýn, Sehradice und Slopné im Südwesten, Loučka im Westen sowie Lipůvky, Na Nivě und Vizovice im Nordwesten.

## Geschichte
Die erste schriftliche Erwähnung des Ortes erfolgte 1261 in der Gründungsurkunde des Klosters Smilheim unter den Namen Wilperc (hochdeutsch: Wildberg) bzw. Vgesd (Wilperc sive Vgesd locatam villam forensen) als klösterlicher Besitz. In diesem aus dem 14. Jahrhundert stammenden Falsifikat wurde der Ort bereits als Markt bezeichnet. Bis zum Untergang des Klosters bildete Újezd das wirtschaftliche Zentrum des jenseits des Kammes der Vizovická vrchovina gelegenen Klosterbezirks Záhoří mit den Dörfern Drnovice, Loučka und Vysoké Pole. Zu den Besitzern des Dorfes gehörten nach dem Untergang des Klosters ab 1460 die Herren von Cimburg. 1483 erhielten die Nachkommen des Klosterstifters Smil von Zbraslav und Střílky, die Herren von Kunstadt, von König Vladislav II. die Güter zu der nie realisierten Absicht der Wiedererrichtung des Klosters rückübertragen. Im 16. Jahrhundert wurde die Pfarre evangelisch. 1549 erwarb Wenzel von Boskowitz die Herrschaft Vizovice. Von dessen Nachkommen kaufte sie im Jahre 1574 Zdeněk Říčanský Kavka von Říčany, der kurz zuvor die Herrschaft Brumov erworben hatte. Zdeněk Říčanský löste die Orte Augezd, Vysoké Pole, Polanka, Léskovec, Drnovice, Loučka und Slopné von Vizovice los und schlug sie der Herrschaft Brumov zu. Den größten Teil der Herrschaft Vizovice überließ er im selben Jahre Anna von Nevědomí. Die Kavka von Říčany hielten die Herrschaft bis 1622. Nachdem die evangelische Pfarre nach der Schlacht am Weißen Berg erloschen war, wurde der Pfarrsprengel Újezd 1634 der Pfarrkirche in Vlachovice zugeschlagen. Am 17. Juni 1637 wurde in Újezd wieder ein katholischer Pfarrer eingeführt. Seit 1656 ist in Újezd eine Schule nachweisbar. Zu den nachfolgenden Besitzern gehörten von 1626 bis 1662 Nikolaus und Esther Forgács. Beim Einfall der Türken wurden 1663 zwölf Einwohner ermordet, außerdem trieben die Eindringlinge 22 Pferde und Rinder sowie 103 Schafe fort. Nach der Teilung der Herrschaft Brumov gehörte Augezd ab 1731 zur Anderen Herrschaft (Brumov II) in Haluzice und damit bis 1796 den Grafen von Waldorf, die bereits seit 1709 einen 18-%-Anteil an der Herrschaft Brumov hielten. Im Jahre 1796 erwarb Franz Kajetan Graf Chorinsky die Herrschaft Brumov II. Zu Beginn des 19. Jahrhunderts hatte der Markt etwa 750 Einwohner. Bis zur Mitte des 19. Jahrhunderts blieb Augezd der Herrschaft Brumov II untertänig.
Nach der Ablösung der Patrimonialherrschaften bildete Augezd ab 1850 eine Marktgemeinde in der Bezirkshauptmannschaft Holešov und dem Gerichtsbezirk Vizovice. Der Jahrmarkt in Augezd wurde vor allem von Schneidern, Schuhmachern, Kürschnern und Webern aufgesucht. 1872 wurde der Ort als Újezd/Oujezd bezeichnet. Im Jahre 1884 zerstörte ein Großfeuer das gesamte Dorf einschließlich der Schule und des Pfarrhauses. Lediglich die Kirche konnte vor den Flammen gerettet werden. Das neue Schulhaus wurde 1886 eingeweiht. 1890 hatte Újezd 820 Einwohner. Im Jahre 1896 verkauften die Grafen Chorinsky die Güter von Brumov II an Anton Dreher, der bereits Brumov I besaß. Am 11. Juni 1896 brannte nach einem Blitzeinschlag der Kirchturm aus. Daraufhin gründete sich am 26. Juni 1896 eine Freiwillige Feuerwehr. Zu Beginn des 20. Jahrhunderts lebten die meisten Bewohner von der Landwirtschaft und dem Handwerk. Am 24. Mai 1914 vernichtete ein Großbrand zwölf Häuser sowie 16 Stallungen, 27 Scheunen und zwei Darren. 1927 entstand in Újezd ein Rathaus mit Spritzenhaus. Nach dem Tode des Dreher-Enkels und Universalerben Oskar fielen die Brumover Güter 1926 seiner Mutter Edeltruda zu, die sie bis zur Enteignung 1945 besaß. Im Jahre 1935 wurde Újezd dem Okres Zlín zugeordnet. Während der deutschen Besatzung operierte in den Bergen nördlich des Dorfes die Partisanengruppe Jan Žižka z Trocnova. Am 7. April 1944 stürzte an der Vítová ein Militärflugzeug ab, dabei starben die beiden rumänischen Flieger. Bei einem weiteren Flugzeugabsturz starben am 30. März 1945 zwei sowjetische Militärflieger. Durch eine Gruppe des SS-Einsatzkommandos Josef wurden während der Aktion gegen die Partisanen in Ploština am 19. April 1944 in Újezd Ladislav Rangl mit seiner Frau Vlasta und seinem Schwager Rudolf Pflager wegen Zusammenarbeit mit den Partisanen standgerichtlich erschossen.
1949 wurde die Gemeinde dem Okres Valašské Klobouky zugeordnet. Bei der Gebietsreform von 1960 kam Újezd zum Okres Gottwaldov. In den 1960er Jahren erreichte der Ort mit 1270 Einwohnern seine höchste Bevölkerungszahl. Der alte Friedhof an der Kirche wurde 1995 aufgelöst und am südwestlichen Ortsrand ein neuer angelegt. Im Jahre 2009 wurde die Gemeinde Sieger des Wettbewerbs Dorf des Jahres im Zlínský kraj. Újezd ist katholischer Pfarrort für Loučka, Drnovice, Slopné und Vysoké Pole.

## Sehenswürdigkeiten

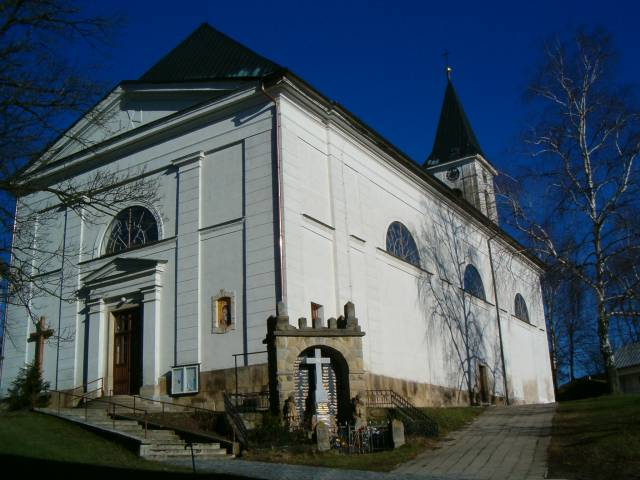
Pfarrkirche St. Nikolaus

- Pfarrkirche St. Nikolaus, erbaut 1844–1845 im Empirestil anstelle eines hölzernen Vorgängerbaus aus dem Jahre 1680. Beim Brand des Kirchturmes wurden am 11. Juni 1896 alle fünf Glocken und die Turmuhr vernichtet. Zwischen 1897 und 1900 wurde die Kirche wiederhergestellt.
- Barocke Statue des hl. Johannes von Nepomuk, das zwischen 1729 und 1733 geschaffene Kunstwerk stammt wahrscheinlich von Matthias Bernhard Braun, es wurde 1960 auf seinen heutigen Standort vor dem Friedhof versetzt.
- Burgstall Hradisko, auf der Kuppe Hradištěk über der Kirche befand sich im frühen Mittelalter eine Burg Wilperk, über die nichts Näheres überliefert ist, zwischen 1415 und 1531 ist die Feste Hradisko nachweisbar. Erhalten blieb ein sieben Meter hoher Schuttkegel mit einem Durchmesser von 24 m, der von einem tiefen Graben umgeben ist.
- Kapelle U Františka, an einer Quelle am Fuße des Suchý vrch